# Archytas perplexa
Archytas perplexa là một loài ruồi trong họ Tachinidae.